# Elsa Tavares
Maria Elsa Ferraz Alves Tavares (Campo de Besteiros, 1937 - Espinho, 13 de Janeiro de 2024) foi a primeira mulher a presidir a Câmara Municipal de Espinho.

## Biografia
Elsa Tavares nasceu em Campo de Besteiros e, para acompanhar o seu marido, mudou-se para Espinho, com os seus quatro filhos. Tavares formou-se como professora de ensino básico e foi dona de uma companhia de seguros.
Tavares foi militante do PPD-PSD e era vice-presidente do município quando, de forma interina, em Fevereiro de 1989, assumiu a liderança deste após pedido de suspensão de mandato, por motivo de doença, de Lito Gomes de Almeida, até então presidente da Câmara. Após falecimento deste, Tavares assume o cargo de presidente do município em Outubro de 1989. Nas eleições autárquicas ocorridas em Dezembro de 1989, concorre em segundo lugar na lista do executivo eleito, onde permaneceu até 1993. Tavares foi também membro eleito da Assembleia Municipal de Espinho nos mandatos 1982/1986 e 1993/1997.

## Reconhecimentos
- 2016 - homenageada pelo Município de Espinho aquando da Sessão Evocativa dos 40 anos de Poder Local;[5]
- 2023 - recebeu a Medalha de Honra da Cidade de Espinho e o Título de Cidadão de Espinho;[1][2][3][6]
- 2024 - aquando do seu falecimento o Município de Espinho decretou três dias de luto municipal.[1][7]